# Кадувела (підрозділ окружного секретаріату)
Підрозділ окружного секретаріату Кадувела — підрозділ окружного секретаріату округу Коломбо, Західна провінція, Шрі-Ланка. Складається з 57 Грама Ніладхарі.